# Sic semper tyrannis
Sic semper tyrannis е латинска фраза. Преведено означава „Така на тираните!“ или „Така правим с тираните!“ или „Смърт на тираните“. Sic semper tyrannis казал Марк Юний Брут при убийството на Юлий Цезар.
През 1776 г. Джордж Мейсон, „Бащата на Бил за правата“, предлага мотото на Вирджиния Конвент. След Американската война за независимост изразът става държавно мото и израз при избори на щата Вирджиния
в САЩ.